# رفيق علي أحمد
رفيق علي أحمد (13 أبريل 1951 -) ممثل ومؤلف ومخرج لبناني ولد في قرية يحمر الشقيف في لبنان قضاء النبطية.

## حياته
درس الإخراج والتمثيل في الجامعة اللبنانية وتخرج منها عام 1981. كانت بدايته الفنية في فيلم (ليلى والذئاب) 1984، شارك بعدها في عدة مسلسلات تليفزيونية مثل: (الزير سالم) 2000، (صلاح الدين الأيوبي) 2001، (الظاهر بيبرس) 2005. كما شارك في عدة أعمال مصرية مثل: (ناجي العلي) 1992، (زهايمر) 2010، (الشحرورة) 2011. وهو عضو في العديد من لجان تحكيم المهرجانات المسرحية العربية. كما كان رئيس نقابة ممثلي المسرح والتلفزيون والسينما في لبنان.

## التكريم
حاز رفيق على عدة جوائز أهمها: جائزة أفضل ممثل في مهرجان قرطاج الدولي للمسرح، جائزة الأرزة الذهبية. كما اختارته مجلة ليكسبريس الفرنسية واحداً من الشخصيات المئة التي «تحرك» لبنان.

## أعماله

### مسرحيات
- «أيام الخيام»
- «الجرس»
- آخر أيام سقراط، 1998
- حكم الرعيان، 2004
- «جبران والنبي»
- «جرصة»
- «المفتاح»
- «زواريب»
- «قطع وصل»

### مسلسلات
- قناديل العشاق
- أحمر، بدور العقيد حليم سيف، 2016
- خمسة ونص، بدور الغانم،2019
- العراب، بدور رشيد، 2015
- جذور، 2013
- نكدب لو قلنا ما بنحبش، 2013
- الشحرورة، 2011
- القعقاع بن عمرو التميمي، بدور خالد بن الوليد، 2010
- الظاهر بيبرس بدور فارس الدين أقطاي، 2005
- أبو الطيب المتنبي بدور سيف الدولة الحمداني
- الزير سالم، بدور كليب مع سلوم حداد، 2000
- الإخوة: بدور رياض
- الهيبة العودة
- «عروس بيروت» بدور عادل عبود 2020
- فتح الأندلس بدور موسى بن نصير 2022
- الثمن 2023
- جلسات نسائية 2011

### أفلام
- زهايمر مع عادل إمام كضيف شرف
- الخوافي والقوادم في نصرة الإسلام بدور العباس مع باسم ياخور بدور حمزة
- ( فيلم الهيبة ) مع تيم حسن و منى واصف

## وصلات خارجية
- الشرق الأوسط - نقيب الممثلين اللبنانيين رفيق علي أحمد